# Zuiderplas
De Zuiderplas of Pettelaarse plas is een Nederlands meer gelegen aan de Pettelaarse Schans in het stadsdeel Zuid in de Brabantse hoofdstad 's-Hertogenbosch. Het meer is in de jaren 50 gegraven als zandwinningslocatie. Het zand werd gebruikt om een gedeelte van Bazeldonk, De Gestelse Buurt en Pettelaarpark te bouwen.
Het gebied biedt mogelijkheden tot recreatie, vooral voor wandelen en fietsen. Aangrenzend ligt het natuurgebied Het Bossche Broek met uitzicht op het historisch centrum van de stad. De Zuiderplas staat via de Pettelaarse Vaartgraaf in verbinding met de Stadsgracht van 's-Hertogenbosch, die een zijtak van de Dommel is.

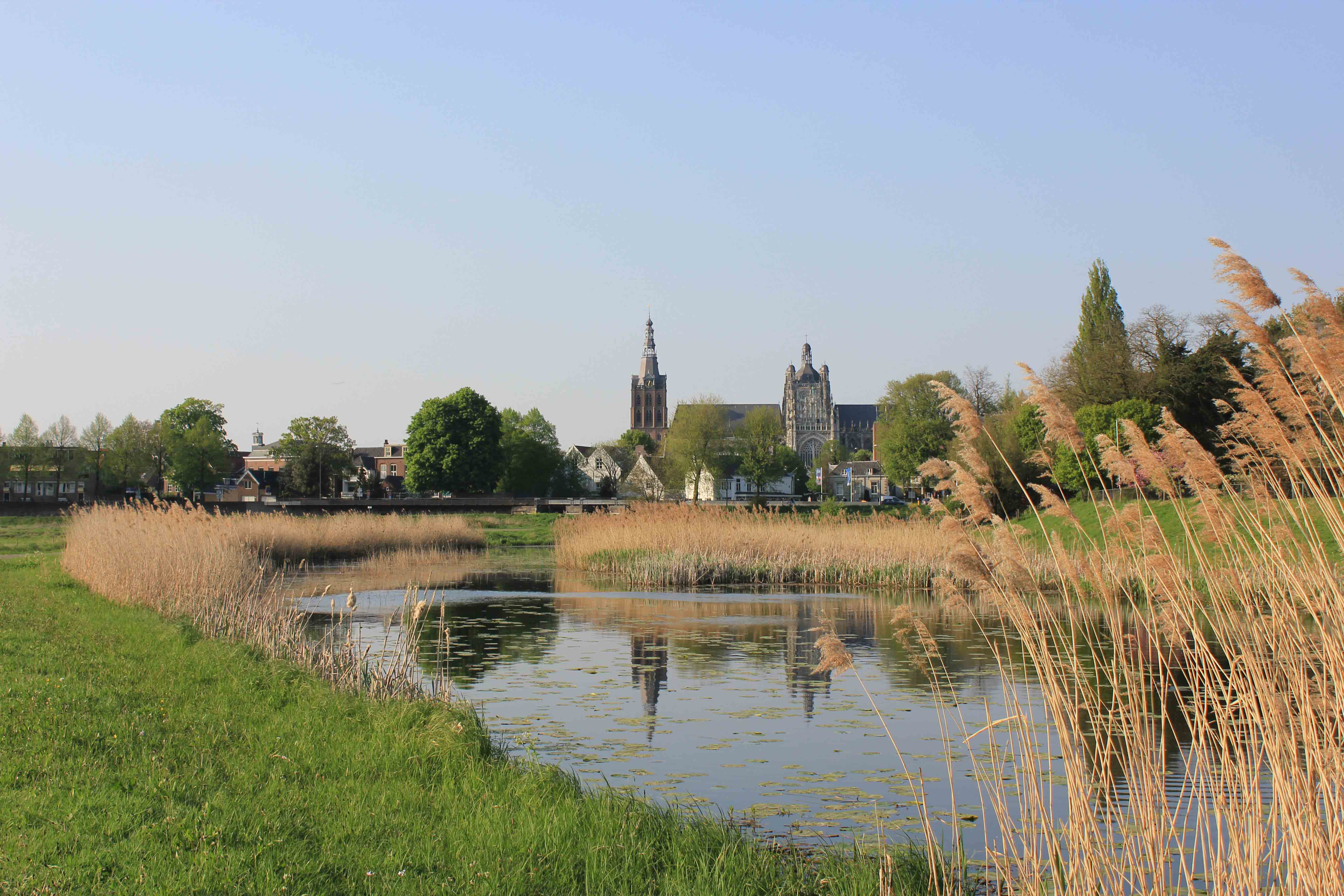
Pettelaarse Vaartgraaf